# Scilla (nome)
Scilla  è un nome proprio di persona italiano femminile.

## Origine e diffusione

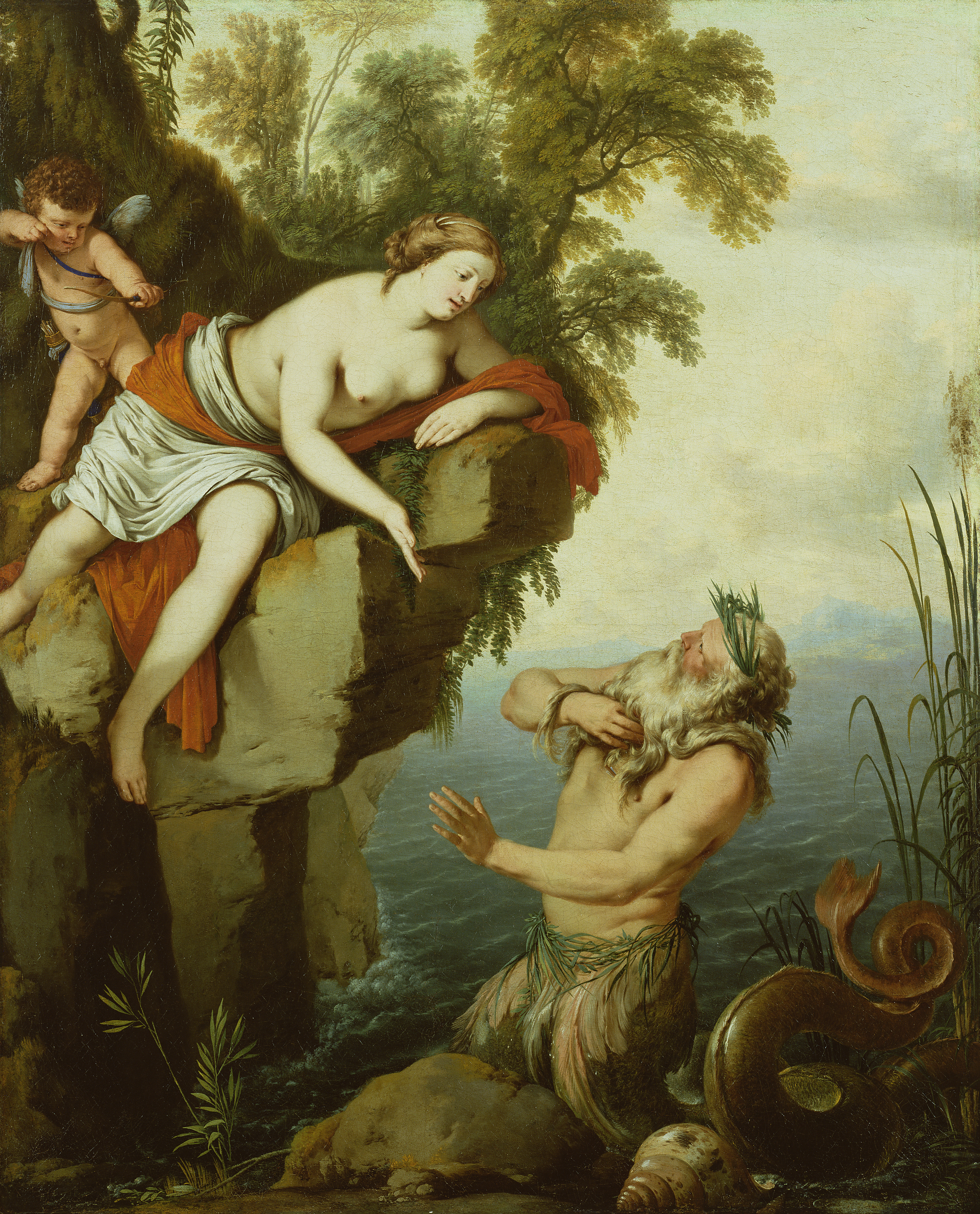
Glauco e Scilla, di Laurent de La Hyre

Si tratta di un nome molto raro in Italia, che può richiamare la figura mitologica greca di Scilla, una ninfa amata da Glauco e trasformata in mostro dalla gelosa Circe, che poi Ulisse incontrò nello stretto di Messina in coppia con Cariddi; da questa figura, la cui storia è narrata in molte opere, traggono il nome sia la città di Scilla, situata proprio su tale stretto, sia l'asteroide 155 Scylla. Con lo stesso nome si ricorda anche una principessa, figlia di Niso. 
Il nome di questi personaggi, in greco Σκύλλα (Skýlla) o Σκῠ́λλη (Skýllē), ha un'etimologia incerta; potrebbe basarsi sul termine σκύλλω (skýllō, "strappare", "dilaniare"), oppure σκύλαξ (skylax, "cucciolo"), nel quale caso sarebbe affine per significato ai nomi Guelfo, Catello e Colin.
In altri casi, Scilla può anche essere la forma abbreviata di qualche altro nome, come Priscilla o Scintilla.

## Onomastico
Non essendo portato da alcuna santa, il nome è adespota. L'onomastico si può festeggiare il 1º novembre in occasione di Ognissanti.

## Persone

Scilla Gabel

- Scilla Gabel, attrice italiana

## Il nome nelle arti
- Scilla Cotti Borroni è un personaggio del film del 1995 Viaggi di nozze, diretto da Carlo Verdone.